# Гидзенко, Юрий Павлович

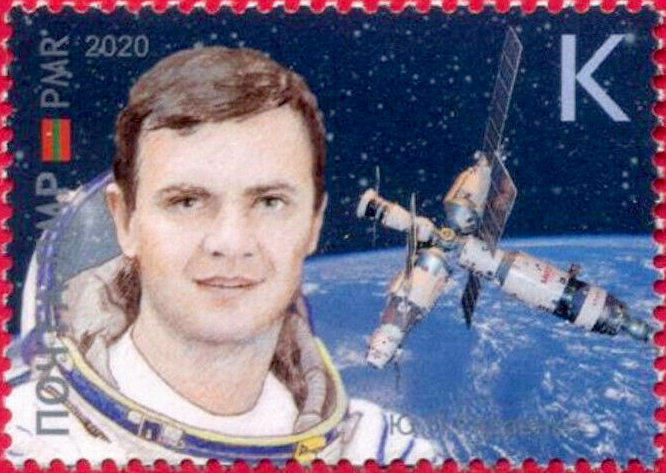
Юрий Гидзенко на почтовой марке Приднестровья, 2020

Юрий Павлович Гидзенко (род. 26 марта 1962, Еланец, Еланецкий район, Николаевская область, Украинская ССР) — 329-й по счёту космонавт, космонавт-испытатель Центра подготовки космонавтов имени Ю. А. Гагарина.

## Биография
Родился 26 марта 1962 года в пгт Еланец Еланецкого района Николаевской области. В 1979 году окончил 10-й класс школы № 59 города Кишинёва (Молдавская ССР).
В 1983 году окончил Харьковское военное авиационное училище лётчиков имени С. И. Грицевца, в 1994 году — Московский государственный университет геодезии и картографии (МИИГАиК) по специальности «Исследование природных ресурсов».
С 1983 года проходил службу в качестве лётчика, старшего лётчика в частях ВВС Советского Союза (Одесский военный округ). Военный лётчик 3-го класса. Освоил три типа самолётов. Общий налёт около 850 часов. Инструктор по парашютно-десантной подготовке, выполнил более 170 прыжков.
В октябре 1987 года зачислен в отряд советских космонавтов (8-й набор космонавтов ЦПК ВВС) и в период с декабря 1987 года по июль 1989 года прошёл курс общекосмической подготовки в Центре подготовки космонавтов имени Ю. А. Гагарина. С сентября 1989 года готовился в составе группы космонавтов-испытателей. С марта по октябрь 1994 года проходил подготовку в качестве командира дублирующего экипажа на транспортном корабле «Союз-ТМ» и орбитальной станции «Мир» по программам 17-й основной экспедиции и «EuroMir-94». В период с ноября 1994 года по август 1995 года проходил подготовку к космическому полёту на транспортном корабле «Союз-ТМ» и орбитальном комплексе «Мир» в качестве командира основного экипажа по программам 20-й основной экспедиции и «EuroMir-95».

## Космические полёты
1-й полёт совершил вместе с Сергеем Авдеевым и Томасом Райтером с 3 сентября 1995 года по 29 февраля 1996 года в качестве командира 20-й основной экспедиции на борт орбитального комплекса «Мир». В ходе полёта дважды выходил в открытый космос (суммарное время работы вне корабля 3 часа 43 минуты). Продолжительность полета составила 179 дней 1 час 41 минута 45 секунд.
2-й полёт вместе с Сергеем Константиновичем Крикалёвым и Уильямом Шепердом (США) с 31 октября 2000 года по 21 марта 2001 года в качестве пилота Международной космической станции продолжительностью 140 дней 23 часа 38 минут 54 секунды. В этом полёте космонавты встречали на орбите XXI век.
С 25 апреля по 5 мая 2002 года совершил свой третий космический полёт в качестве командира корабля третьей российской экспедиции посещения МКС, вместе с Р. Виттори и М. Шаттлвортом.
Статистика
| # | Стартовый корабль | Старт, UTC        | Экспедиция         | Корабль посадки   | Посадка, UTC      | Налёт                       | Выходы в открытый космос | Время в открытом космосе |
| - | ----------------- | ----------------- | ------------------ | ----------------- | ----------------- | --------------------------- | ------------------------ | ------------------------ |
| 1 | Союз ТМ-22        | 03.09.1995, 09:00 | Союз ТМ-22, Мир-20 | Союз ТМ-22        | 29.02.1996, 10:42 | 179 суток 01 час 41 минута  | 2                        | 03 часа 35 минут         |
| 2 | Союз ТМ-31        | 31.10.2000, 07:52 | Союз ТМ-31, МКС-1  | Дискавери STS-102 | 21.03.2001, 07:31 | 140 суток 23 часа 38 минут  | 0                        | 0                        |
| 3 | Союз ТМ-34        | 25.04.2002, 06:26 | Союз ТМ-34, МКС-4  | Союз ТМ-33        | 05.05.2002, 03:51 | 09 суток 21 час 25 минут    | 0                        | 0                        |
|   |                   |                   |                    |                   |                   | 329 суток 22 часа 44 минуты | 2                        | 03 часа 35 минут         |

В июле 2025 года работал заместителем руководителя НТЦ РКК "Энергия", 1-м заместителем руководителя полётом.

## Личная жизнь
Женат на Ольге Владимировне Гидзенко (Шаповаловой). В семье двое детей: сыновья Сергей (1986) и Александр (1988).
Проживает на территории Звёздного городка в Московской области.
Увлечения — футбол, плавание, чтение художественной литературы, фотографирование, прогулки в лесу. Имеет 1-й разряд по борьбе дзюдо.

## Воинские звания
- лейтенант (15.10.1983).
- старший лейтенант (5.11.1985).
- капитан (13.01.1988).
- майор (29.01.1991).
- подполковник (29.01.1994).
- полковник (30.04.1997).

## Награды
- Герой Российской Федерации (1 апреля 1996) — за успешное осуществление космического полёта на орбитальном научно-исследовательском комплексе «Мир» и проявленные при этом мужество и героизм[6]
- орден «За заслуги перед Отечеством» III степени (2 августа 2004) — за большой вклад в освоение космоса, укрепление дружбы и сотрудничества между народами[7]
- орден «За заслуги перед Отечеством» IV степени (5 апреля 2002) — за мужество и высокий профессионализм, проявленные при осуществлении длительного космического полёта на Международной космической станции[8]
- орден «За военные заслуги» (2 марта 2000) — за большие заслуги перед государством в развитии отечественной пилотируемой космонавтики[9]
- медаль «За заслуги в освоении космоса» (12 апреля 2011) — за большие заслуги в области исследования, освоения и использования космического пространства, многолетнюю добросовестную работу, активную общественную деятельность[10]
- медаль «70 лет Вооружённых Сил СССР» (1988);
- медали «За отличие в военной службе» I, II и III степеней;
- медаль Алексея Леонова (Кемеровская область, 2015) — за два совершённых выхода в открытый космос[11];
- медаль НАСА «За выдающуюся общественную службу» (NASA Distinguished Public Service Medal, 2003)
- медаль «За космический полёт» (НАСА) (2003)
- звание «Лётчик-космонавт Российской Федерации» (1 апреля 1996)[12]
- премия Правительства Российской Федерации имени Ю. А. Гагарина в области космической деятельности (2016) — за создание технологии многосегментной подготовки к полёту экипажей международной космической станции
- Почётный гражданин Кишинёва (21 августа 2006)[13].